# Walter Laird
Walter William Laird (Londra, 26 giugno 1920 – Londra, 30 maggio 2002) è stato un danzatore britannico, uno tra i maggiori personaggi che contribuì allo sviluppo dei balli latino americani sviluppatosi in Inghilterra nel secondo dopoguerra.

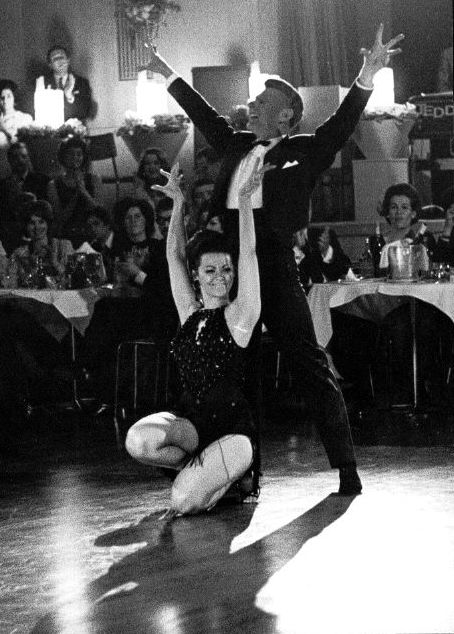
Walter Laird in una sua esibizione

Ottenne tre volte il titolo di campione del mondo nei balli latino americani, li insegnò a molti ballerini di successo, come Allan Tornsberg, Vibeke Toft, Essen Salberg, Jukka Haapalainen, Sirpa Suutari, Donnie Burns e Ian Waite. Peter Maxwell e Lynn Hartman furono una tra le sue prime grandi coppie e sui quali vennero sviluppare alcune delle sue ultime tecniche. Laird fu socio ed esaminatore dell’IDTA (International Dance Teachers’ Association), e nel 2002, venne nominato segretario (e successivamente presidente) della Ballroom Dancers’ Federation.

## Biografia
Iniziò a ballare insieme a sua sorella Joan negli anni 1930. Durante e dopo la seconda guerra mondiale, la sua partner fu Andé Lyons (battezzata Ashcroft, e successivamente Andé Tyrer). Si incontrarono per la prima volta quando Andé venne invitata al Royal Aircraft Establishment, a Farnborough come stenodattilografa. Un giorno, stenografò Walter Laird, che lavorava in quella azienda. Alla fine della dettatura, lui le chiese se fosse appassionata di ballo.
“Ormai, gli americani erano in forze nell'area. Come la maggior parte delle ragazze, io sapevo come fare il "Jitter Bug" (più tardi nominato Jive), e mi divertivo molto! Gli risposi che amavo ballare e che ero anche abbastanza brava! Prendemmo un appuntamento e con orrore scoprii che Walter era un ballerino professionista e mi resi conto che era al di fuori della mia portata. Tuttavia, Walter si offrì di insegnarmi a ballare poiché pensava che avessi del potenziale. È così che iniziai la mia seconda carriera!”.
La partnership Laird-Lyons venne interamente costituita dalla pratica dei balli da sala. Laird non modificò la disciplina delle danze latino americane fino a qualche tempo dopo la guerra. I tre titoli di campione del mondo (1962-1964), li vinse insieme a Lorraine Reynolds (oggi Rohdin), professionalmente conosciuta come “Lorraine”. Successivamente sposò Julie, che portò avanti la loro scuola di ballo situata nella zona sud di Londra. Uno dei più grandi successi di Laird fu il suo libro Technique of Latin dancing, la cui prima pubblicazione avvenne nel 1972; le successive edizioni risalgono agli anni 1962, 1972, 1977, 1983, 1988, 2003. Inizialmente Laird seguì un metodo di descrizione tradizionale, ma nella sua edizione del 1972 pubblicò i risultati di un’analisi più approfondita delle dance latino americane, e usò una forma tabulare, includendo una colonna per l’“azione usata” a supporto delle definizioni. Questa edizione fu largamente influente, e da allora è stata accettata come scritto definitivo da molte organizzazioni di insegnanti di ballo.

## Opere
- Technique of Latin dancing, IDTA
  - Technique of Latin dancing supplement per il British Dance Council
- Ballroom Dance pack, 1994 e 2004, con CD: edizioni in francese, tedesco e spagnolo